# A Diary in the Strict Sense of the Term
A Diary in the Strict Sense of the Term, en français Journal d'ethnographe est un livre de Bronislaw Malinowski.
Le préface est de Valetta Malinowska, sa femme, l'introduction de Raymond Firth.
Il a été traduit du polonais à l'anglais par Norbert Guterman, New York : Harcourt, Brace and World, 1967.